# Gamepenthes
Gamepenthes là một chi bọ cánh cứng trong họ 
Elateridae.
Chi này được miêu tả khoa học năm 1929 bởi Fleutiaux.

## Các loài
Các loài trong chi này gồm:
- Gamepenthes antennatus (Miwa, 1934)
- Gamepenthes bengalensis Schimmel, 2004
- Gamepenthes brancuccii Schimmel, 2003
- Gamepenthes candezei Fleutiaux, 1928
- Gamepenthes catei Schimmel, 2003
- Gamepenthes coolsi Schimmel, 2003
- Gamepenthes fulvipes Fleutiaux, 1928
- Gamepenthes holzschuhi Schimmel, 2003
- Gamepenthes horaki Schimmel, 2003
- Gamepenthes hubeiensis Schimmel, 2003
- Gamepenthes jiangxiensis Schimmel, 2004
- Gamepenthes mirificus Schimmel, 2003
- Gamepenthes montivagus (Miwa, 1929)
- Gamepenthes octoguttatus (Candèze, 1882)
- Gamepenthes octomaculatus (Schwarz, 1898)
- Gamepenthes ornatus (Lewis, 1894)
- Gamepenthes pictipennis (Lewis, 1894)
- Gamepenthes rubiginosus Candèze, 1878
- Gamepenthes salueiensis Schimmel, 2006
- Gamepenthes sausai Schimmel, 2003
- Gamepenthes sichuanensis Schimmel, 2003
- Gamepenthes similis (Lewis, 1894)
- Gamepenthes versipellis (Lewis, 1894)
- Gamepenthes yoshidai Ôhira, 1995